# 애쉬벨 그린

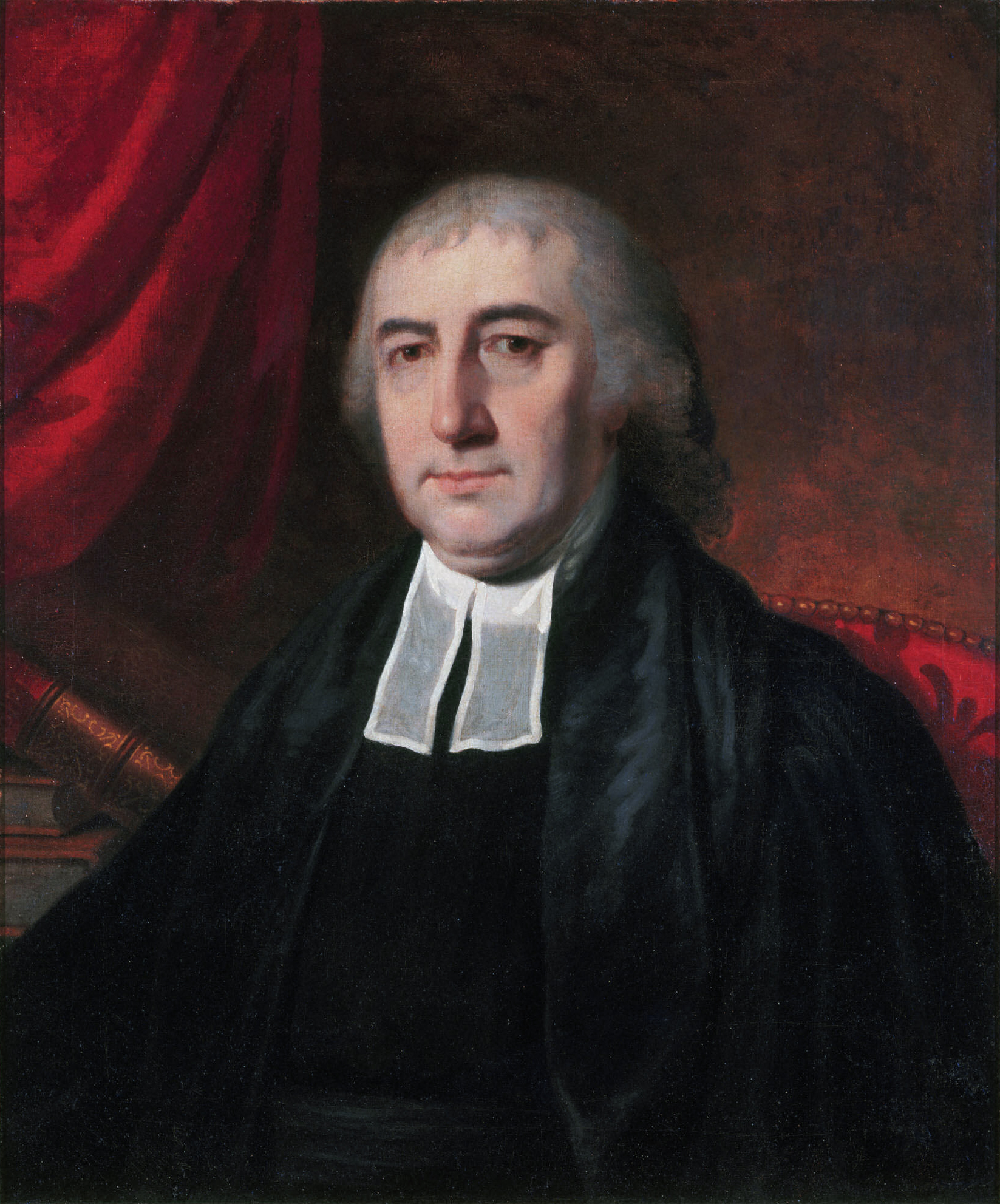
애쉬벨 그린 초상화

애쉬벨 그린(Ashbel Green; 1762년 7월 6일 - 1848년 5월 19일) 미국 장로교 목사이며 제 8대 프린스턴 대학교의 총장(1812년 - 1822년)이다.
그는 찰스 핫지의 어린 시절의 목회자였으며, 프린스턴 대학교의 총장직의 요청에 어려운 결정을 내린 것은 그 당시의 프린스턴은 새뮤엘 스탠호프 스미스의 사임으로 위기에 봉착하고 있을 때였기 때문이다. 또한 그는 미국 하원의 제 3대 채플린으로도 섬겼다.(1792년 - 1800년)

## 영적인 유산
그가 프린스턴 대학교에 총장으로 재직시 영적으로 죽어갔던 학교가 부흥의 불길이 치솟았다. 그것은 그가 조나단 에드워즈처럼 경건생활을 강조하며 웨스트민스터 소요리문답을 다 외울 것을 요구하였고, 그 결과 찰스 핫지를 비롯한 많은 학생들이 회심의 체험을 하게 되었다.
그는 존 위더스푼을 매우 존경하여 그의 전기를 저작하였다.

## 같이 보기
- 찰스 핫지